# 努拉市镇
努拉市镇（瑞典語：Nora kommun）是瑞典中部厄勒布鲁省的一个市镇。其治所位于努拉。